# Joseph Heintz de Oudere
Joseph Heintz de Oudere (gedoopt Bazel, 11 juni 1564 - Praag, 15 oktober 1609) was een Zwitserse kunstschilder. Hij leerde zichzelf de schilderkunst aan door werk van Hans Holbein de Jonge te kopiëren. De invloed van Holbein is in zijn werk terug te vinden. Zijn schilderijen bevatten vooral erotische mythologische en allegorische, en deels ook religieuze motieven. In Rome werkte hij als kopiist en ontwikkelde hij zich als maniërist.  Heintz wordt gerekend tot de Praagse school.

## Levensloop
Heintz volgde een opleiding als kunstschilder in Bazel. Waarschijnlijk was Hans Bock zijn leermeester. Van 1584-89 verblijft hij in Rome en van 1587-88 tevens in Venetië. In Rome werkte hij als leerling van Hans von Aachen. In 1591 stelt keizer Rudolf II hem aan als zijn hofschilder in Praag. Van 1598 tot 1609 woont Heintz afwisselend in Praag en Augsburg. In Praag schilderde hij het portret van Keizer Rudolf II (Wenen, Kunsthistorisches Museum).In Augsburg werkte hij tevens als architect aan het ontwerp van de barokke façade van het arsenaal in Augsburg.
In 1602 werd Heintz verheven in de adelstand.
Zijn zoon Joseph Heintz de Jongere (1600-1678) was eveneens kunstschilder en leefde sinds eind 1625 in Venetië. Van hem zijn vooral Venetiaanse stadsgezichten bewaard gebleven.

## Werk
- 1594 Portret van keizer Rudolf II, Kunsthistorisch museum, Wenen
- 1595 Caduta di fetonte, Museum der bildenden Künste, Leipzig
- tussen 1598-1599 Portret van Margareta van Oostenrijk, koningin van Spanje, Nationaal museum Boedapest
- 1604 Portret van aartshertogin Konstanze, koningin van Polen, met een meerkat, Kunsthistorisch Museum, Wenen
- 1605 Portret koning Sigismund III Vasa van Polen-Litauen, Bayerische Staatsgemäldesammlungen, München[1]
- tussen 1598 - 1605 Ontvoering van Proserpina, Gemäldegalerie Alte Meister, Dresden

Er zijn ongeveer 50 schilderijen en 100 pentekeningen van hem bewaard gebleven. In Bazel zijn in Haus zum Tanz fresco's van Heintz bewaard gebleven.